# Wiener akademische Burschenschaft Bruna Markomannia
Die Wiener akademische Burschenschaft Bruna Markomannia ist eine pflichtschlagende, farbentragende Studentenverbindung, Mitglied der Deutschen Burschenschaft (DB) und innerhalb dieser Mitglied der Burschenschaftlichen Gemeinschaft (BG). Die Burschenschaft wurde am 10. September 1860 gegründet und ihre Mitglieder sind Studenten und Absolventen der Wiener Universitäten und Hochschulen.
Bis zur Fusion mit der akademischen Burschenschaft Markomannia Wien zu Deggendorf im Dezember 2023 hieß die Burschenschaft Bruna Sudetia.

## Couleur und Wahlspruch

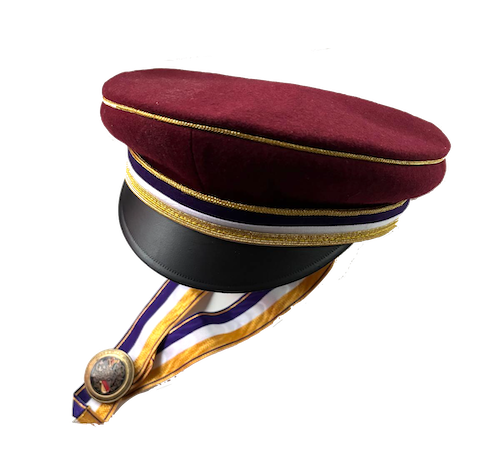
Mütze und Band der Wiener akademischen Burschenschaft Bruna Markomannia

Die Farben der Burschenschaft Bruna Markomannia bestehen aus dem violett-weiß-goldenen Burschenband mit gold-violetter Gegenperkussion. Als Kopfbedeckung tragen die Mitglieder eine kirschrote Mütze im sogenannten Wiener Format, Alte Herren können zu internen Veranstaltungen auch das Tönnchen tragen.
Ihr Wahlspruch lautet: Freiheit, Ehre, Vaterland!

## Geschichte der Bruna Sudetia

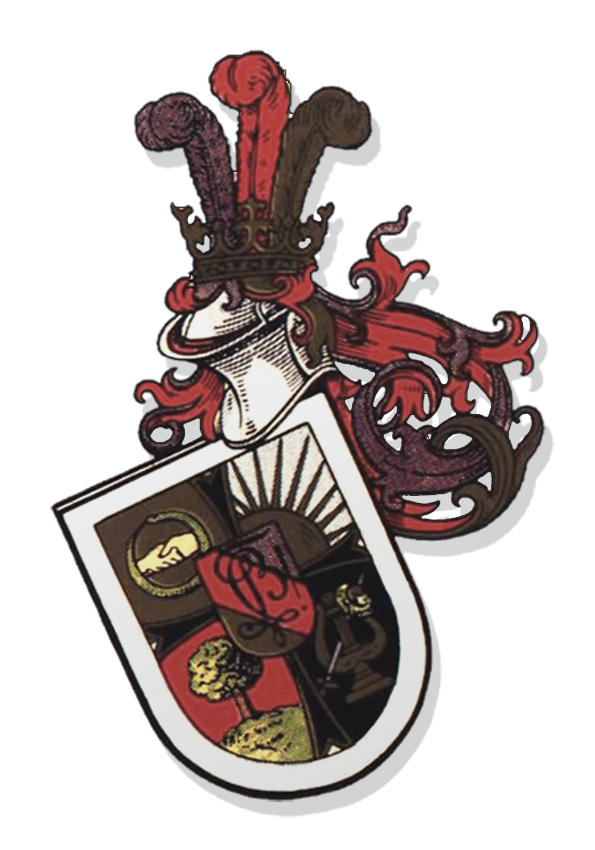
Wappen der Bruna Sudetia

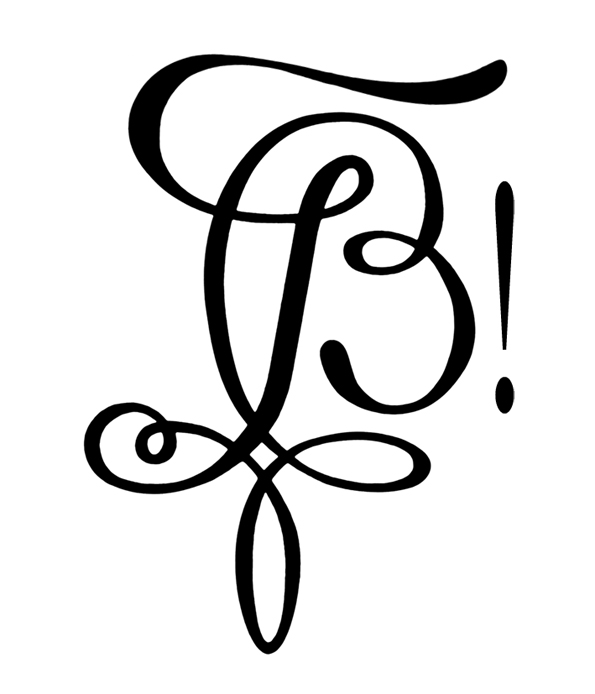
Zirkel der Bruna Sudetia

### Gründungszeit
Am 29. Oktober 1871 gründeten Brünner Abiturienten, die in Wien ihr Universitätsstudium aufnahmen, die Deutsch-akademische Verbindung Bruna mit dunkelroten Kappen und einem schwarz-rot-goldenen Band, auf dem in Silber ein „B“ aufgestickt war. Diese Verbindung war zunächst progressistisch eingestellt. Sie erklärte sich am 27. Jänner 1872 zur Landsmannschaft Bruna, unter Beibehaltung der bisherigen Farben, jedoch Abschaffung des silbernen „B“.
Am 6. Juni 1874 nahm die Landsmannschaft Bruna das konservative Prinzip an und erklärte sich am 19. Juni 1874 zur Akademischen Landsmannschaft Bruna. Des Weiteren nahm sie den Standpunkt der Unbedingten Genugtuung an; ein regelmäßiger Paukbetrieb wurde verpflichtend. Im folgenden Wintersemester, am 14. November 1874, schlug die Bruna ihre erste Schlägermensur mit der Landsmannschaft Markomannia (bis September 2023 Burschenschaft Markomannia Wien zu Deggendorf).
Am 22. Jänner 1876 wurde die Bruna Mitglied der Deutschen Landsmannschaft, heute Coburger Convent. Nach zwei Semestern verließ die Bruna am 22. Oktober 1876 das landsmannschaftliche Lager und erklärte sich zur Akademischen Burschenschaft Bruna. Diese behielt die Mützenfarbe bei, änderte jedoch ihre Farben auf violett-rot-gold.

### Fusion mit der Sudetia
Am 13. Dezember 1873 gründeten sudetendeutsche Hochschüler in Wien den Verein deutscher Hochschüler aus den Sudetenländern. Am 3. Mai 1882 wurde der Name des Vereins auf Sudetia, Verein Deutscher Studenten aus den Sudetenländern geändert. Die Sudetia trug keine Mützen, jedoch ein schwarz-gold-weißes Burschenband. Ebenfalls vorerst progressistisch eingestellt, wurde die Sudetia 1882 konservativ und schlug ihre erste Schlägermensur auf die Waffen der Burschenschaft Silesia gegen die oben bereits erwähnte Landsmannschaft Markomannia.
Das beiderseitige Bedürfnis nach Stärkung ihrer Positionen am Wiener Couleurboden führte dazu, dass die beiden Korporationen am 12. Oktober 1882 zur Wiener akademischen Burschenschaft Bruna Sudetia fusionierten. Die Fusionsburschenschaft hatte bis Dezember 2023 Zirkel und Wappen der Bruna Sudetia und trug die Farben violett-rot-gold und dunkelrote Mütze.

### Verruf bis zum ersten Burschentag
Im Wintersemester 1886 wurde der perpetuelle Gemeinheitsverruf durch den Wiener DC über Bruna Sudetia verhängt, wonach Mitglieder der Bruna Sudetia von anderen Mitgliedern des Wiener DC perpetuell, also ununterbrochen zu meiden waren. Nachdem die Burschenschaft ab dem 3. Mai 1888 keine jüdischen Mitglieder mehr hatte und nach der Annahme des Waidhofener Prinzips, wonach Juden pauschal jede Ehre und damit auch die Satisfaktionsfähigkeit abgesprochen wurde, wurde der Verruf seitens des Wiener DC aufgehoben.
Im Jahr 1889 wurde die Zwangsmitgliedschaft im Altherrenverband für Universitätsabsolventen der Bruna Sudetia eingeführt. Im selben Jahr entstand eine bis heute aufrechtgebliebene Tradition: der Greifensteinausflug.
Die Bruna Sudetia gehörte mit anderen Burschenschaften dem 1889 gegründeten und bis 1901 bestehenden „Linzer Delegierten Convent“ an und galt als „judenrein“ sowie streng deutschnational.
Da Bruna Sudetia in waffenstudentischen und burschenschaftlichen überregionalen Zusammenschlüssen stets federführende Positionen einnahm, leitete der Brunensprecher Moritz Edler von Statzer, Obmann des Lese- und Redevereins Germania, 1897 den ersten Alldeutschen Burschentag.

### Die zwei Weltkriege und Zwischenkriegszeit
Der Erste Weltkrieg machte Ende des Sommersemesters 1914 bis zum Wintersemester 1918 eine aktive Betätigung der Burschenschaft unmöglich. Etwa hundert Mitglieder waren zum Kriegsdienst eingezogen.
1919 reaktivierte die Bruna Sudetia mit 26, zum Großteil kriegsgeprägten, Fuchsen. Ziviles akademisches Leben gestaltete sich anfänglich schwierig. Noch im selben Jahr wurde die Bruna Sudetia Mitglied in der Deutschen Burschenschaft.
Im Oktober 1932 beschloss der Generalconvent, seinen Mitgliedern die Betätigung in bestimmten, den burschenschaftlichen Grundsätzen zuwiderhandelnden Parteien zu verbieten. Nach der Gleichschaltung der Deutschen Burschenschaft mit dem NS-Regime 1933 gründeten die österreichischen Burschenschaften die Burschenschaft der Ostmark (BdO) wieder, die zuvor schon von 1907 bis 1919 bestanden hatte. Die Führung im Dachverband übernahm der Brune Erich Führer, ab 1932 Mitglied der NSDAP.
Ab 1936 wurden die Mitglieder zu Wehrsportübungen verpflichtet. Am 8. Juni 1938 erfolgte nach dem „Anschluss“ die Überführung der Burschenschaft Bruna Sudetia in die nach dem Dollfuß-Mörder benannte Kameradschaft Otto Planetta, die Mitglied im NS-Studentenbund war. Noch 1940 konnte sie eine Ableger-Burschenschaft (Danubia) gründen, um weiterhin Mensuren zu fechten. Erst durch die Einberufungen im Rahmen des Russlandfeldzugs kam das Verbindungsleben weitgehend zum Erliegen.

### Nachkriegszeit
Nach dem Krieg wurde die Tätigkeit des Bundes durch eine am 6. Juni 1951 gegründete Akademische Vereinigung Greifenstein, kurz darauf Akademische Verbindung Hohenheim, aufgenommen. Diese führte ab 7. August 1952 den Titel Wiener Akademische Vereinigung Bruna Sudetia. Erst 1953 durfte wieder der alte Name Wiener akademische Burschenschaft Bruna Sudetia geführt werden. Einem Alter Herrn, Arthur Klohs wurde als Fuchsmajor die weltanschauliche Schulung des Nachwuchses übertragen. Dieser hatte nur wenige Jahre davor im Nationalsozialismus als Staatsanwalt und Richter in politischen Strafsachen gewirkt.
1959 verfasste der Brune Josef Oskar Wladar die Grundsatzerklärung der Deutschen Burschenschaft in Österreich mit dem Titel Manifest der Deutschen Burschenschaft in Österreich anläßlich des 100jährigen Bestehens. Ein Jahr später veröffentlichte der Brune Hermann Kränzl-Hollan sein über 900-seitiges Werk über die Geschichte der Bruna Sudetia. In der Zeitschrift „Akademisches Leben“ Auflagen 7–8 erblickten die Brunen noch 1971 im „Anschluss“ Österreichs die Erfüllung des „Traum[s] der Deutschen Burschenschaft vom großen Reiche aller Deutschen“.
1972 trat Bruna Sudetia dem Dachverband Deutsche Burschenschaft (DB) bei. 

### Seit 2000
Im Jahr 2016 hatte die Burschenschaft, als Co-Vorsitzende gemeinsam mit der Berliner Burschenschaft Gothia, den Vorsitz in der Deutschen Burschenschaft (DB) inne. 2017 übernahm sie nach längerer Zeit wieder den Vorsitz im Wiener Korporationsring (WKR). Obmann der Burschenschaft ist seit 2016 Herwig Götschober, Bezirksrat der FPÖ im Wiener Bezirk Leopoldstadt und von Ende 2017 bis 2019 im FPÖ-geführten Verkehrsministerium von Minister Norbert Hofer (Bundesregierung Kurz I, ÖVP/FPÖ) als Social-Media-Beauftragter beschäftigt.

## Fusion der akademischen Burschenschaften Bruna Sudetia und Markomannia

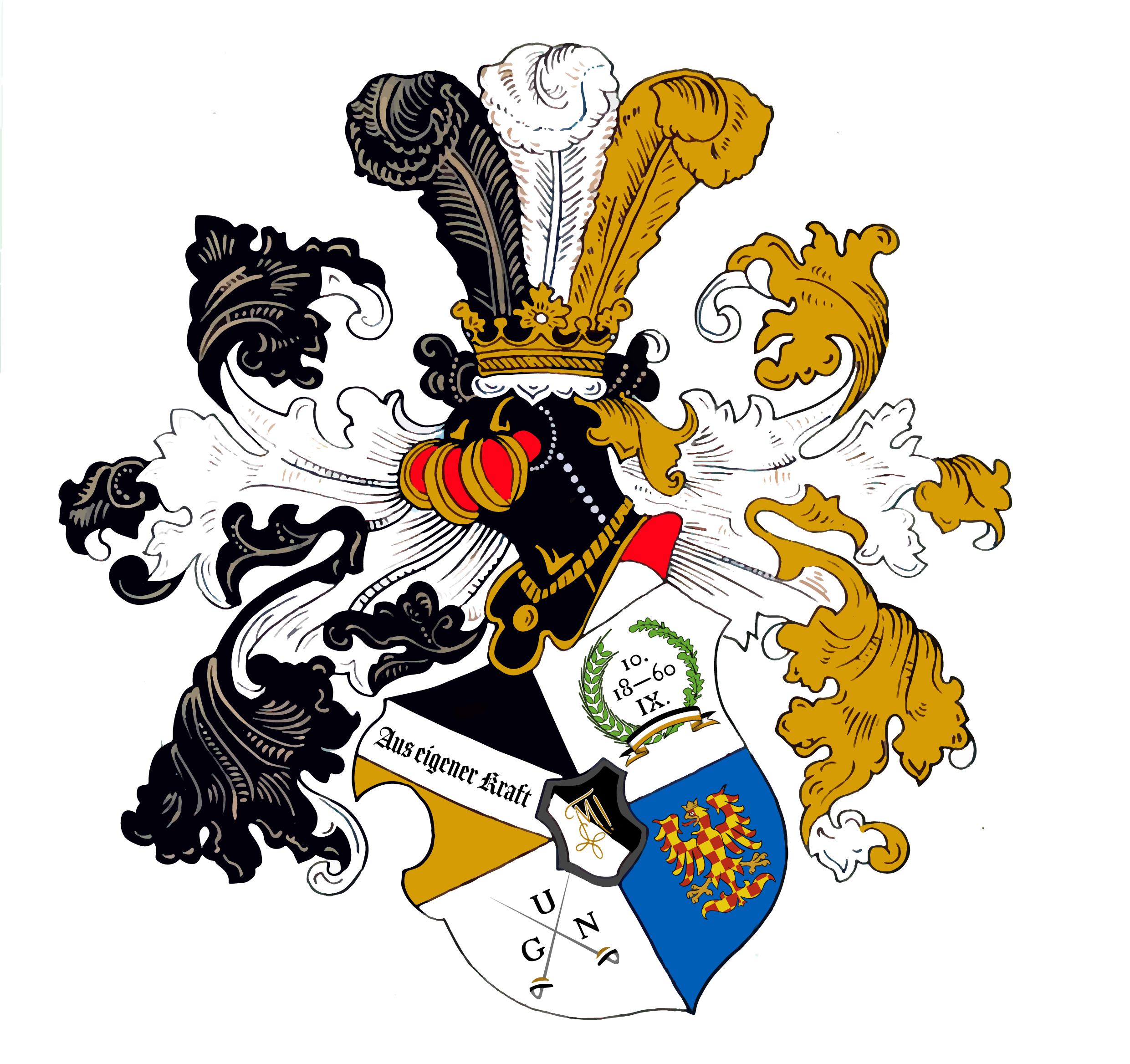
Wappen der Markomannia

Im Dezember 2023 fusionierte die Wiener akademische Burschenschaft Bruna Sudetia mit der Akademischen Burschenschaft Markomannia Wien zu Deggendorf zur Wiener akademischen Burschenschaft Bruna Markomannia. Dabei wurde das Couleur in violett-weiß-gold und auch das Wappen erneut verändert. Auch beruft sich die fusionierte Burschenschaft auf das ältere Gründungsdatum der Markomannia.
Die Markomannia wurde 1860 in Olmütz als landsmannschaftliche Ferialverbindung Wiener Studenten gegründet und führte 1863 erstmals den Namen Burschenschaft Markomannia. 1985 zog die Burschenschaft von Wien nach Passau um, 2008 nach Deggendorf.

## Korporationshaus

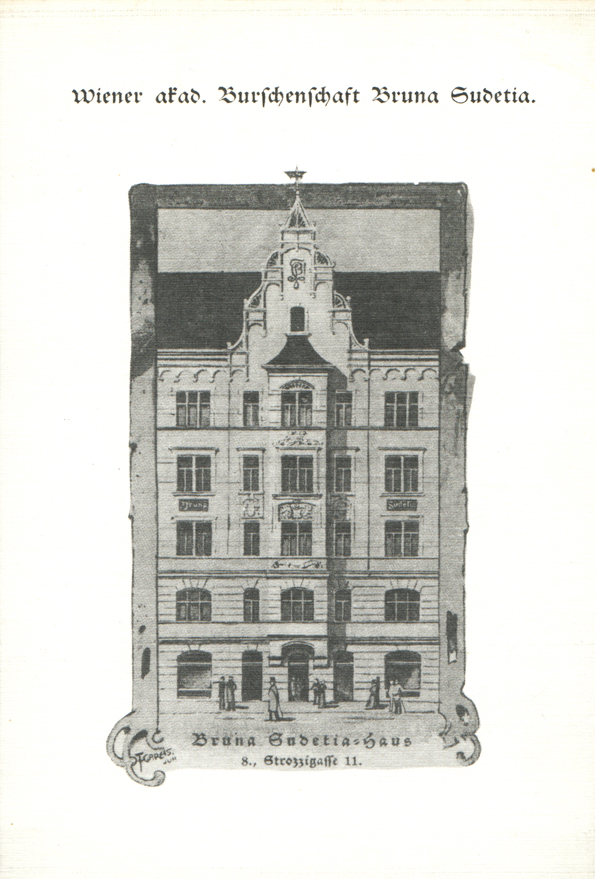
Couleurkarte mit Frontalansicht des alten Bruna Sudetia-Hauses

Am 20. November 1898 wurde von Alten Herren der Bruna Sudetia ein rechtlich selbstständiger Verein, die Wohnungsgenossenschaft Bruna Sudetia, mit dem Ziel gegründet, in Wien ein Haus zu errichten und in diesem den Aktiven ein Heim zur Verfügung zu stellen. Am 9. April 1899 erfolgte feierlich die Grundsteinlegung dieses Hauses in der Josefstadt, Strozzigasse 11. Bereits am 18. November 1899 fand die festliche Einweihung des Hauses, als erstes  Couleurhaus in Österreich, im Beisein des Rektors der Wiener Universität statt.

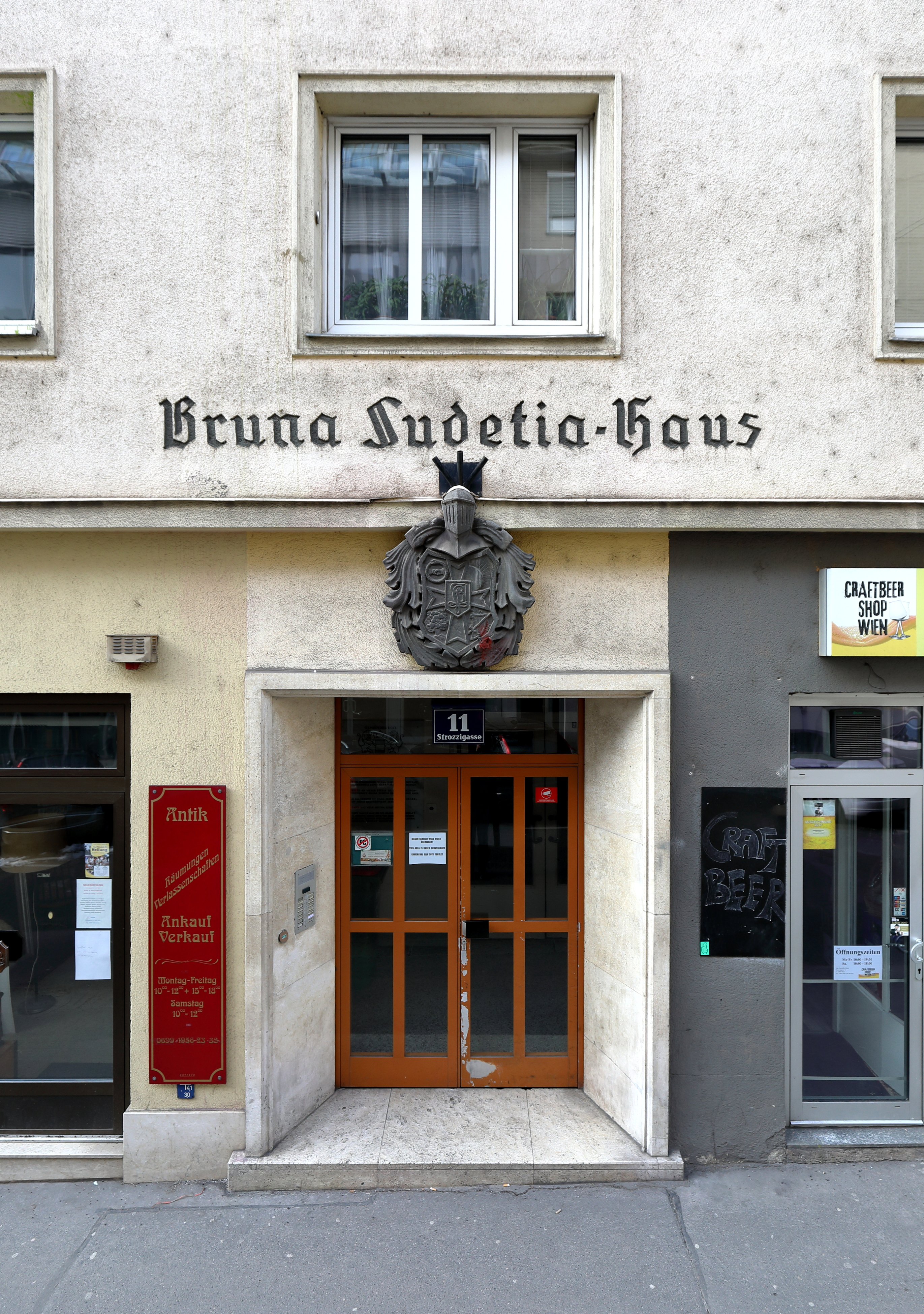
Portal des neuerrichteten Bruna-Sudetia-Hauses

Am 5. November 1944 wurde das Bruna Sudetia-Haus bei einem Luftangriff der USAAF durch Brandbomben zerstört. So wurde am 9. Februar 1947 die seinerzeitige Wohnungsgenossenschaft Bruna Sudetia in der Absicht wieder errichtet, um das Bruna Sudetia-Haus neu aufzubauen. Architekt war der Brune Josef Oskar von Wladar. Am 10. Mai 1954 erfolgte die Grundsteinlegung und am 7. Mai 1955 die feierliche Eröffnung des neuen Bruna Sudetia-Hauses, welches sich bis heute in der Strozzigasse 11 befindet. Die historistische Fassade des alten Brunenhauses wurde dabei nicht wiederhergestellt, sondern eine für die Wiederaufbauzeit der 1950er Jahre typische glatte Fassade im Sinne des Funktionalismus gewählt. Das Haus verfügt heute über Veranstaltungsräume, Studentenzimmer und über den größten Fechtboden der Wiener schlagenden Korporationen.

## Überkorporative Zusammenschlüsse

### Verbände

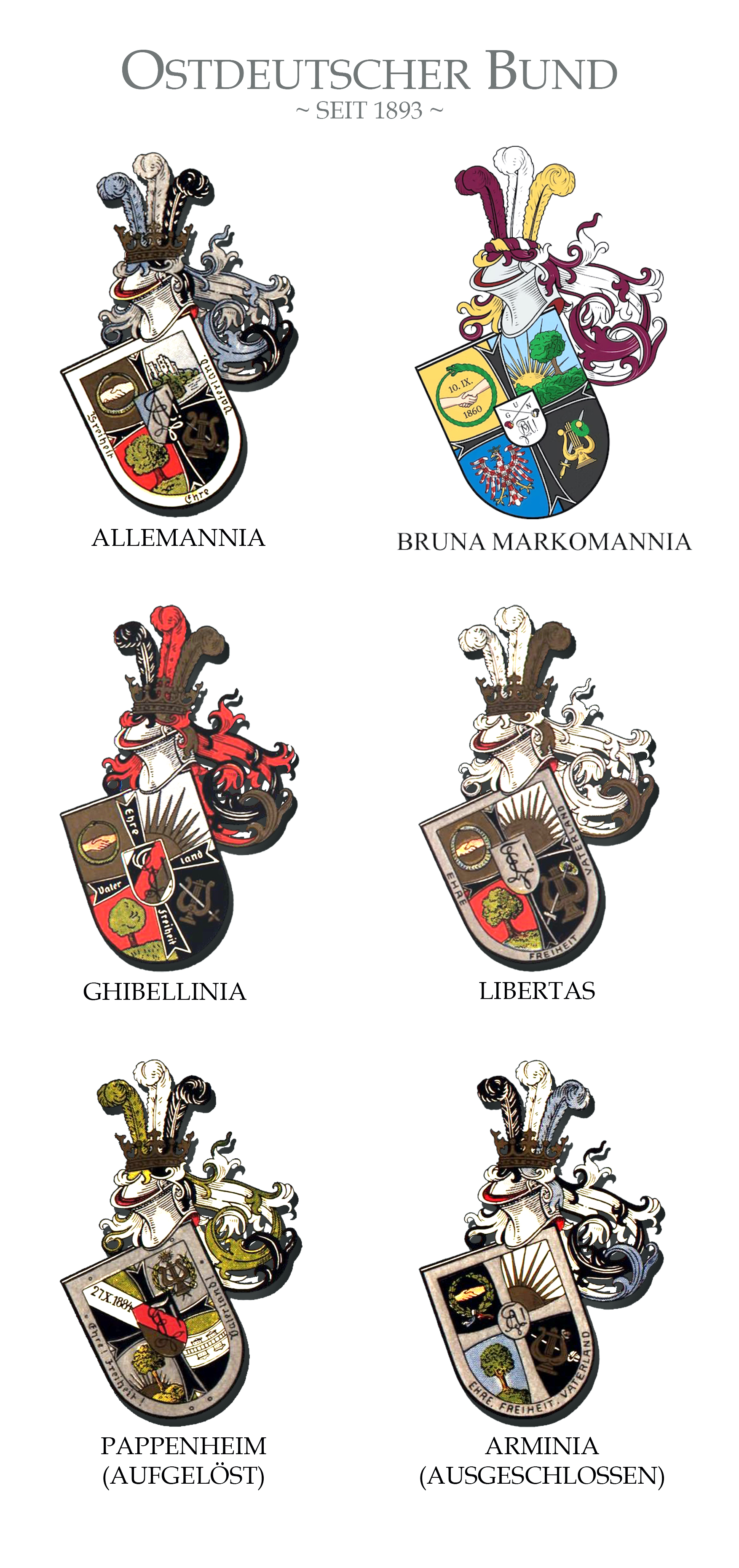
Wappen der im Ostdeutschen Bund zusammengeschlossenen Burschenschaften

- Mitglied der Deutschen Burschenschaft (DB)
- Gründungsmitglied der Burschenschaftlichen Gemeinschaft in DB und DBÖ (BG)
- Gründungs- und Traditionsmitglied des Wiener Korporationsrings (WKR)
- Gründungsmitglied des Wiener Delegiertenconvents (WDC)

### Verhältnisse
Ostdeutscher Bund (aktuell):
- Akademische Burschenschaft Allemannia Graz
- Brünner Burschenschaft Libertas zu Aachen
- Burschenschaft Ghibellinia zu Prag in Saarbrücken
- Wiener akademische Burschenschaft Bruna Sudetia
- ehemals: Innsbrucker Burschenschaft Pappenheim, nach dem 2. WK überwiegend in Burschenschaft Suevia Innsbruck aufgegangen
- ehemals: Prager Burschenschaft Arminia zu Bochum, am 5. Mai 2005 ausgeschlossen

Verhältnisse (historisch):
- Süddeutsches Kartell, 1921 bis 1962
- Burschenschaft Alemannia Stuttgart, 1924 bis ca. 1935
- Burschenschaft Cheruskia Dresden, 1925 bis ca. 1935
- Verbindung Deutscher Kunstakademiker Athenaia, bis zu deren Auflösung 1938

## Kontroversen

### 1992
1992 traten einige Brunen in der ORF-Sendung X-Large auf. Einer von ihnen, Matthias Bleckmann, beantwortete dabei die Frage nach dem Unterschied zwischen Burschenschaftern und (Neonazi-)Skinheads mit einem vielsagenden: „Wir denken.“.

### 2012–2016
Im Zusammenhang mit den Protesten gegen den Ball des Wiener Korporationsrings 2012 wurde ein Brandanschlag auf das Haus der Burschenschaft verübt. Nach Angaben der Burschenschaft hätten Mitglieder des „linken Blocks“ versucht, die Türe einzubrechen, und diese dann in Brand gesteckt.
Die Männer-Fußball-WM 2014 kommentierte Bruna Sudetia am 3. Juli des Jahres auf ihrem facebook-Profil in Anspielung auf die Konstellation des Zweiten Weltkriegs wie folgt: „Die USA, Russland und England sind ausgeschieden, Polen war wieder einmal nicht mehr zu sehen und nun ist der Franzmann 'Last man standing'. Einmal etwas Neues, aber die deutsche Mannschaft ist #bereitwienie“. Um den Jahreswechsel 2014/2015 reisten Delegationen der Burschenschaft mindestens zweimal nach Dresden, um dort an den Pegida-Demonstrationen teilzunehmen. 2016 richtete die Bruna Sudetia gemeinsam mit der Österreichischen Landsmannschaft eine Sonnwendfeier bei der Windischhütte in Klosterneuburg aus.

### 2018–2019
Am 20. Februar 2018 veröffentlichte die Wochenzeitung Falter eine Reportage, der gemäß in einem Liederbuch der Burschenschaft, ähnlich dem wenige Wochen zuvor bekannt gewordenen Liedbuch der Burschenschaft Germania zu Wiener Neustadt, antisemitische sowie in der NS-Zeit genutzte Propagandalieder zu finden seien. Die Staatsanwaltschaft Wien leitete von Amts wegen ein Verfahren wegen des Verdachts der nationalsozialistischen Wiederbetätigung und Verhetzung ein. Von Seiten der Burschenschaft und ihres Obmanns wurde erklärt, ein solches Liederbuch sei ihnen nicht bekannt und man würde derartige Inhalte ablehnen. Dem Falter wurde mit rechtlichen Schritten gedroht. Götschober ließ sich am folgenden Tag von seiner Tätigkeit im Verkehrsministerium beurlauben, bis die Vorwürfe „restlos aufgeklärt“ seien. Am selben Tag fand im Haus der Bruna Sudetia eine Hausdurchsuchung durch die Polizei statt, bei der mehrere Kisten mit öffentlich noch nicht bekanntem Inhalt beschlagnahmt wurden; nach Angaben von Burschenschaftern handelte es sich dabei um „Nachlässe verstorbener Mitglieder“. Neun Tage später nahm Götschober seine Tätigkeit im Verkehrsministerium wieder auf. Gegen einen im März 2018 bestellten Sachverständigen legte die Burschenschaft Beschwerde ein. In der Folge berief das OLG Wien den Gutachter im November 2018 ab, da der Anschein der Befangenheit bestehe: Der Sachverständige arbeitet für das Dokumentationsarchiv des österreichischen Widerstandes (DÖW), welches auf seiner Website „das zu prüfende Tatgeschehen […] bereits als ‚rechtsextrem‘ verortet“ habe. Im Sommer 2019 wurden Burschenschafter zu dem Liederbuch befragt. Das Verfahren wurde von der Staatsanwaltschaft eingestellt, da es keine dem Verfahren zugrunde liegende Tat gebe, die mit gerichtlicher Strafe bedroht sei.

## Bekannte Mitglieder

### Bruna
- Hermann Bock (1882–1969), Landeskulturrat, Höhlenforscher
- Karl Freiherr von Brzesowsky (1875–1945), 1907–1914 Polizeipräsident von Wien
- Ferdinand Falkensammer (1878–1953), österreichischer Politiker und Industrieller
- Rupert Franz (1882–1960), Gynäkologe
- Franz Heinl (1880–1950), Maschinenbautechniker und Erfinder
- Karl Kaser (1861–1942), Rechtsanwalt und Fotograf
- Franz Peschka (1856–1908), Böhmischer Landtagsabgeordneter, Reichsratsabgeordneter, Deutscher Landsmannminister im Kabinett Beck, Gründer und Vorsitzender der Deutschen Agrarpartei
- Anton Piëch (1894–1952), österreichischer Rechtsanwalt und Unternehmer, Leiter des Volkswagen-Stammwerks
- Ferdinand Porsche (1875–1951), Konstrukteur (Ehrenmitglied seit 1938)
- Ernst Reichel (1857–1934), Ingenieur und Hochschullehrer
- Otto Hermann Reich Edler von Rohrwig (1902–1945), österreichischer Schriftsteller
- Julius Roller (1862–1946), österreichischer Jurist und Politiker, Abgeordneter zum Böhmischen Landtag, Abgeordneter zum Österreichischen Abgeordnetenhaus, österreichischer Staatssekretär für Justiz und Präsident des Obersten Gerichtshofes
- Robert Schwinner (1878–1953), Geophysiker und Geologe
- Max Silber (1883–1942), Archäologe und Direktor des Museum Carolino-Augusteum
- Lutz Weinzinger (1943–2021), österreichischer Politiker (FPÖ)
- Otto Zuckerkandl (1861–1921), Urologe und Hochschullehrer

### Bruna-Markomannia
- Volker Dringenberg (* 1972), Jurist und Mitglied des Sächsischen Landtages (AfD)